# 柏山镇
柏山镇，是中华人民共和国河南省焦作市博爱县下辖的一个乡镇级行政单位。

## 行政区划
柏山镇下辖以下地区：
酒奉村、倒槐树村、大中里村、义沟村、柏山村、杨洞村、上期城村、上屯村、李洼村、水运村和贵屯村。